# Metro Iloilo-Guimaras
Die Iloilo Metropolitan Area, auch Metro Iloilo-Guimaras genannt, ist eine der 12 Metropolregionen der Philippinen. Sie befindet sich auf den Inseln Panay bzw. Guimaras und wird vom Metro Iloilo–Guimaras Economic Development Council (MIGEDC) verwaltet.
Der Bevölkerungszahl nach ist sie die sechstgrößte der philippinischen Metropolregionen. Sie hatte im Jahr 2015 ca. 0,89 Mio. Einwohner bei knapp 1000 km² Landfläche. (Definition der National Economic and Development Authority (NEDA)).
Dieses Gebiet ist nach der Stadt Iloilo City benannt und besteht aus 10 weiteren Gemeinden. Dabei ist mit der Provinz Guimaras auch ein ausgesprochen ländlich geprägtes Gebiet mit enthalten, während die Gemeinden auf Panay teilweise stark urbanisiert sind. Als im Jahre 1995 die Metropole gegründet wurde, wurden auch umfangreiche Infrastrukturmaßnahmen beschlossen. Die Errichtung des Iloilo International Airports, der im Jahre 2007 eröffnet wurde, gehört ebenso dazu wie eine (noch zu errichtende) Brücke zwischen Panay und Guimaras.
Mit einem Bevölkerungswachstum von ca. 1,7 % pro Jahr über die letzten 25 Jahre liegt Metro Iloilo-Guimaras im Schlussfeld der zwölf philippinischen Metropolen.
| Metropole             | VZ 1990 | VZ 2000 | VZ 2010 | VZ 2015 | Fläche     |
| --------------------- | ------- | ------- | ------- | ------- | ---------- |
| Metro Iloilo-Guimaras | 577.275 | 695.858 | 823.671 | 887.704 | 992,63 km² |

Die folgende Tabelle enthält die Städte der Metro Iloilo-Guimaras, mit ihren Einwohnerzahlen aus den Volkszählungen von 1990, 2000, 2010 und 2015, sowie ihrer Fläche. Orte mit dem Zusatz City besitzen den Status einer Stadt, Orte ohne diesen Zusatz den Status einer eigenständig verwalteten Gemeinde (Municipality).
| Stadt          | VZ 1990 | VZ 2000 | VZ 2010 | VZ 2015 | Fläche     | Provinz  |
| -------------- | ------- | ------- | ------- | ------- | ---------- | -------- |
| Buenavista     | 34.655  | 41.717  | 46.703  | 50.437  | 128,26 km² | Guimaras |
| Iloilo City    | 309.505 | 365.820 | 424.619 | 447.992 | 78,34 km²  | Iloilo   |
| Jordan         | 22.998  | 28.745  | 34.791  | 36.096  | 126,11 km² | Guimaras |
| Leganes        | 18.505  | 23.475  | 29.438  | 32.480  | 32,20 km²  | Iloilo   |
| Nueva Valencia | 29.462  | 34.051  | 37.852  | 39.810  | 137,12 km² | Guimaras |
| Oton           | 52.125  | 65.374  | 82.572  | 89.115  | 86,44 km²  | Iloilo   |
| Pavia          | 23.814  | 32.824  | 43.614  | 55.603  | 27,15 km²  | Iloilo   |
| San Lorenzo    | 16.732  | 20.168  | 24.032  | 26.112  | 93,04 km²  | Guimaras |
| San Miguel     | 17.606  | 20.754  | 25.013  | 27.686  | 31,97 km²  | Iloilo   |
| Santa Barbara  | 37.730  | 46.076  | 55.472  | 60.215  | 131,96 km² | Iloilo   |
| Sibunag        | 14.143  | 16.854  | 19.565  | 22.158  | 120,04 km² | Guimaras |